# Wilanówska palača
Wilanówska palača (poljsko Pałac w Wilanowie, poljsko: [ˈpawad͡z v vilaˈnɔvjɛ]) je nekdanja kraljeva palača, ki stoji v okrožju Wilanów v Varšavi na Poljskem. Zgrajena je bila med letoma 1677 in 1696 za poljskega kralja in velikega litovskega vojvodo Jana III. Sobieskega po načrtih arhitekta Augustyna Wincentyja Loccija. Wilanówska palača je preživela delitve Poljske in obe svetovni vojni ter zato velja za enega najpomembnejših primerov baročne arhitekture v državi.
Je eden najpomembnejših spomenikov na Poljskem. Muzej v palači, ustanovljen leta 1805, hrani kraljevo in umetniško dediščino države in letno sprejme približno 3 milijone obiskovalcev (2019), zaradi česar je ena najbolj obiskanih palač in spomenikov na svetu. Palača in park v Wilanówu gostita kulturne dogodke in koncerte, vključno s poletnimi kraljevimi koncerti in Mednarodno poletno akademijo za staro glasbo.
Palača je skupaj z drugimi elementi varšavskega starega mestnega jedra eden od uradnih nacionalnih zgodovinskih spomenikov Poljske, kot je bil imenovan 16. septembra 1994. Njen seznam vzdržuje Nacionalni inštitut za kulturno dediščino. Od leta 2006 je palača članica mednarodnega združenja kraljevih rezidenc Evrope.

## Zgodovina
Wilanówska palača je bila zgrajena za kralja Jana III. Sobieskega v zadnji četrtini 17. stoletja, kasneje pa so jo drugi lastniki razširili. Predstavlja značilno vrsto baročne primestne rezidence, zgrajene med vhodnim dvoriščem in vrtom (Cour d'honneur). Njena arhitektura je izvirna, združitev splošno evropske umetnosti z izrazito poljskimi gradbenimi tradicijami. Na njenih fasadah in v notranjosti palače starodavni simboli slavijo družino Sobieski, zlasti vojaške triumfe kralja.
Po smrti Jana III. Sobieskega leta 1696 je bila palača v lasti njegovih sinov, kasneje pa znanih magnatskih družin Sieniawski, Czartoryski, Lubomirski, Potockis in Branicki. Leta 1720 je posest kupila poljska državnica Elżbieta Sieniawska, ki je palačo razširila. Med letoma 1730 in 1733 je bila rezidenca Avgusta II. Močnega, poljskega kralja (palača je bila z njim zamenjana za Modro palačo na Senatorski ulici), po njegovi smrti pa je posest pripadla Sieniawskini hčerki Mariji Zofiji Czartoryski. Vsak lastnik je spreminjal notranjost palače, pa tudi vrtove in okolico, glede na trenutno modo in potrebe. Leta 1778 je posestvo podedovala Izabela Lubomirska, imenovana Modra markiza. Med letoma 1792 in 1793 je nekatere notranjosti prenovila v neoklasicističnem slogu in pod nadzorom Szymona Bogumiła Zuga zgradila corps de garde, kuhinjsko poslopje in kopalnico.
Leta 1805 je lastnik Stanisław Kostka Potocki v delu palače odprl muzej, enega prvih javnih muzejev na Poljskem. Najbolj opazen primer zbirk je Potockijev konjeniški portret, ki ga je leta 1781 ustvaril priznani neoklasicistični francoski umetnik Jacques-Louis David. Poleg evropske in orientalske umetnosti je osrednji del palače prikazoval spomin na kralja Jana III. Sobieskega in slavno nacionalno preteklost. Palačo so nemške sile poškodovale med drugo svetovno vojno, vendar je po Varšavski vstaji leta 1944 niso porušili. Po vojni je bila palača obnovljena in večina zbirke, ki jo je ukradla Nemčija, je bila vrnjena domov. Leta 1962 je bila ponovno odprta za javnost.

## Zasnova

### Zunanja struktura
Strukturo je zasnoval Augustyn Wincenty Locci. Arhitektura palače je edinstven primer različnih gradbenih tradicij – spominja na poljske aristokratske dvorce s stranskimi stolpi, italijansko primestno vilo in francoske palače entre cour et jardin z dvema podolgovatima kriloma na vsaki strani Cour d'honneur.
V prvi fazi gradnje, med letoma 1677 in 1680, je bila stavba tipična poljska graščina s štirimi nišnimi stolpi, pritrjenimi na enonadstropno kvadratno stavbo. Med letoma 1681 in 1688 je bila stavba nadgrajena in dodani sta bili dve galerijski krili, ki se končujeta s stolpoma. Ta novi videz je bil verjetno navdihnjen s Palladijevo Vilo v Montagnani. Kmalu po kraljevi smrti je bila zaključena tretja faza obnove. Med letoma 1688 in 1696 je bil postavljen paviljon nad glavno stavbo, stolpi pa so bili pokriti z baročnimi zvoniki, ki so vsi spominjali na Villo Doria Pamphili v Rimu (zlasti na njeno prvotno zasnovo Giovannija Francesca Grimaldija).
Kralj in njegov knjižničar Adam Adamandy Kochański sta aktivno sodelovala pri načrtovanju in gradnji palače. Slednji je bil odgovoren za ideološki in umetniški program, kjer so motivi in dekorativni elementi igrali bistveno vlogo pri poveličevanju monarha, njegove žene in republike – doprsni kipi kralja in kraljice med podobami starodavnih likov, bogov in boginj, rimskih cesarjev in cesaric (kot so Dioskura, Zevs-Amon, Sibila, Romul, Reja Silvija, Aleksander Veliki, Kleopatra VII., Didona in Vespazijan med drugimi), Orel in Pogonija, personifikacije regij Commonwealtha (Mazovija in Velikopoljska, Samogitija, Rdeča Rutenija in Kraljeva Prusija). Izdelali so jih kiparji Andreas Schlüter (številni reliefi in drugi sekundarni vidiki fasade), Stefan Szwaner in štukater Antoni iz Wilanowa. Nekatere skulpture je v Nizozemski izdelala delavnica Lodewijka Willemsensa in Artusa Quellina starejšega, nato pa so bile poslane v Gdansk in nato prepeljane v Varšavo. Okrašena sončna ura na južni steni s Kronosom, skupaj z nasprotno kompozicijo z Uranom na severni steni, je bila namenjena poudarjanju kraljevega pokroviteljstva znanosti in urejenosti v Commonwealthu med njegovo vladavino. Izdelal jih je Antoni iz Wilanowa po načrtih Johannesa Hevela (astronomski vidik), Adama Adamandyja Kochańskega (matematični vidik) in Augustyna Loccija (umetniški vidik).
Stranski krili, ki obdajata dvorišče, je zgradila Elżbieta Sieniawska dolgo po njegovi smrti. Zgrajene so bile v četrti fazi širitve med letoma 1720 in 1729. Sieniawska si je zelo prizadevala ohraniti pomembno zgodovinsko rezidenco Rex victoriossimus (Zmagoslavni kralj), kot so jo imenovali. Kljub temu je palačo preoblikovala v francosko palačo palais enchanté po načrtih Giovannija Spazzia, z dvema novima kriloma, ki se skladata s Corps de Logis iz 17. stoletja. Za ta podvig je najela najbolj priznane arhitekte in umetnike, kot so že omenjeni Spazzio, Jan Zygmunt Deybel, Józef Fontana, Jan Jerzy Plersch in Giovanni Rossi. Medtem ko je bila prvotna kraljeva palača okrašena z reliefi, ki prikazujejo dejanja Jana III., so bila nova krila okrašena z bojnimi dosežki Sieniawskinega moža in tasta - Adama Mikołaja in Mikołaja Hieronima Sieniawskega, Sobieskega tovariša.

### Notranjost
Pri dekoraciji notranjosti palače so sodelovali najvidnejši poljski in tuji umetniki. Zaupali so jo slikarjem Martinu Altomonteju, Janu Rayznerju iz Lvova, Michelangelu Palloniju, kiparju Stefanu Szwanerju in štukaterjem Szymonu Józefu Bellottiju, Antoniju iz Wilanowa in Abrahamu Parisu. Nadzorovali so jih uradni dvorni slikarji Claude Callot in kasneje Jerzy Siemiginowski-Eleuter. Slednji, eden največjih poljskih slikarjev tistega časa, je pomembno vplival na poznejše notranje vidike palače (stropovi v državnih sobah, freske). Notranjo dekoracijo je nadzoroval tudi Adam Kochański, velik občudovalec Kitajske, ki je podpiral tesnejše gospodarske odnose Commonwealtha s 'centralnim narodom'. Zaradi njegovega vpliva sta bila Wilanów in druge rezidence polne luksuznega kitajskega uvoza in kitajskega poslikave.
Palačni inventar iz 17. stoletja je vključeval dela največjih sodobnih in antičnih mojstrov, kot so Rembrandt (Portugalski rabin, Dekle v okvirju slike, Čaščenje modrecev, Abraham in Hagara, Portret starca v tako imenovani Nizozemski sobi palače), Pieter van Laer, imenovan Bamboccio (Popotniki), Anthonis van Dyck (Kristus v vrtu Getsemani), Ferdinand van Kessel (bojni prizori, alegorične slike in tihožitja), Rafael, bratje Caracci, Guido Reni in Bernardo Strozzi.[24] Sobe so bile polne dragocenega pohištva, kot so srebrna zložljiva pregrada, srebrna piramida z 11 košarami, tristopenjski srebrn vodnjak ali svileni baldahin, ki ga je podaril perzijski šah. Žal so jih naslednji lastniki raztresli, prisvojil jih je Friderik Avgust Saški in jih prepeljal v Dresden ali pa so jih Nemci med drugo svetovno vojno izropali (npr. omara iz želvovega oklepa Jana III., ki je niso nikoli našli).
Med umetniki, ki so bili v 18. stoletju imenovani za dekoracijo notranjosti palače, so bili Giuseppe Rossi, italijanski freskant, ki je okrasil sobe s trompe l'oeil slikami, in štukaterja Francesco Fumo in Pietro Innocente Comparetti. Po zgledu kraljice Marije Kazimire Sobieske, ki je naročila sliko sebe kot boginje na palačnih stropih, je Elżbieta Sieniawska okrasila spodnji vestibul s fresko Flore. Na njeno pobudo so bile stene v kraljevih sobah prekrite z genovskim žametom. Stene drugega nadstropja, torej velike jedilnice, so bile prekrite s freskami, ki so prikazovale Apolona, Minervo in Herkula kot alegorijo Virtus Heroica (junaška hrabrost), Hebo pa je simbolizirala Venustas (lepoto), dopolnjeno z oklepom. Sieniawskina hči, Maria Zofia Czartoryska, je palačo opremila z novimi kamini iz belega češnjevega marmorja in okronana z ogledali v bogatih rokokojskih okvirjih.
V pogodbi s kraljem Avgustom II. ga je Maria Zofia zavezala, da bo palačo ohranil nespremenjeno. Zato so bila njegova dejanja omejena na dokončanje nove jedilnice, imenovane Bela soba v južnem krilu, in na dekoracijo nekaterih nedokončanih notranjosti. Strope in druge slike so izdelali Julien Poison, Johann Samuel Mock in Lorenzo Rossi, dekorativne lakirane plošče v kitajski sobi pa je izdelal Martin Schnell.

### Vrt
Skoraj od samega začetka je sestavni del palače vrt. Sprva je imel značaj baročnega italijanskega vrta v polkrožni obliki, ki je obdajal palačo na vzhodu. V svoji kompoziciji se je ta geometrijski vrt dobro ujemal s starodavnimi vzorci in ureditvijo palače. Sestavljen je bil iz zgornjega vrta, ki je bil na terasi z dvema nadstreškoma v obliki luči v vsakem kotu in spodnjega vrta. V tretji fazi obnove palače so geometrijske vrtne parterje zamenjali vezeni parterji v francoskem slogu, ki so jih navdihnila dela Andréa Le Nôtra.] Takrat so vrt okrasili pozlačeni svinčeni kipi Gasparja Richterja iz Gdanska in vaze, izrezljane iz češnjevega marmorja iz Chęcina.V začetku 18. stoletja so vrt razširili, poznobaročno parterno ornamentiko pa so nadomestili z motivi iz obdobja regence, ki jih je na severnem delu dopolnil grb Sieniawske, Szreniawa, na južnem pa njen monogram. Leta 1784 je Izabela Lubomirska sosednja ozemlja folwarka Wilanów preoblikovala v anglo-kitajski vrt po načrtih Szymona Bogumiła Zuga. Ta novi vrt z bogatim rastlinjem, vijugastimi potmi in kaskadami so navdihnila dela Williama Chambersa, Thomasa Whatelyja in Augusta Moszyńskega.